# Ken Leek
Ken Leek (Ynysybwl, 26 luglio 1935 – Daventry, 19 novembre 2007) è stato un calciatore gallese, di ruolo attaccante.

## Biografia
É nonno di Karl Darlow, a sua volta calciatore professionista.

## Palmarès

### Club

#### Competizioni nazionali
- Coppa di Lega inglese: 1

Birmingham City: 1962-1963